# Eleições autárquicas portuguesas de 1989 no distrito da Guarda
| Eleições autárquicas portuguesas de 1989 Distritos: Aveiro \| Beja \| Braga \| Bragança \| Castelo Branco \| Coimbra \| Évora \| Faro \| Guarda \| Leiria \| Lisboa \| Portalegre \| Porto \| Santarém \| Setúbal \| Viana do Castelo \| Vila Real \| Viseu \| Açores \| Madeira |

## Resultados por concelho
Os resultados nos concelhos do distrito da Guarda foram os seguintes:

### Aguiar da Beira
| Partido                 | Partido                        | Votos | %               | +/-   | Vereadores | +/-     |
| ----------------------- | ------------------------------ | ----- | --------------- | ----- | ---------- | ------- |
|                         | Partido Social Democrata       | 2 179 | 50,28 / 100,00  | 20,56 | 3 / 5      | 1       |
|                         | Centro Democrático Social      | 1 392 | 32,12 / 100,00  | 16,69 | 2 / 5      | 1       |
|                         | Partido Socialista             | 555   | 12,81 / 100,00  | 1,14  | 0 / 5      | Estável |
|                         | Coligação Democrática Unitária | 26    | 0,60 / 100,00   | 0,55  | 0 / 5      | Estável |
| Votos Inválidos         | Votos Inválidos                | 182   | 4,20 / 100,00   | 0,55  |            |         |
| Total                   | Total                          | 4 334 | 100,00 / 100,00 |       | 5 / 5      |         |
| Eleitorado/Participação | Eleitorado/Participação        | 5 908 | 73,36 / 100,00  | 1,74  |            |         |

### Almeida
| Partido                 | Partido                        | Votos | %               | +/-   | Vereadores | +/-     |
| ----------------------- | ------------------------------ | ----- | --------------- | ----- | ---------- | ------- |
|                         | Centro Democrático Social      | 2 265 | 34,96 / 100,00  | 0,98  | 2 / 5      | Estável |
|                         | Partido Socialista             | 2 072 | 31,98 / 100,00  | 18,76 | 2 / 5      | 2       |
|                         | Partido Social Democrata       | 1 837 | 28,35 / 100,00  | 15,99 | 1 / 5      | 2       |
|                         | Coligação Democrática Unitária | 83    | 1,28 / 100,00   | 3,80  | 0 / 5      | Estável |
| Votos Inválidos         | Votos Inválidos                | 222   | 3,42 / 100,00   | 0,03  |            |         |
| Total                   | Total                          | 6 479 | 100,00 / 100,00 |       | 5 / 5      |         |
| Eleitorado/Participação | Eleitorado/Participação        | 9 312 | 69,58 / 100,00  | 0,20  |            |         |

### Celorico da Beira
| Partido                 | Partido                        | Votos | %               | +/-   | Vereadores | +/-     |
| ----------------------- | ------------------------------ | ----- | --------------- | ----- | ---------- | ------- |
|                         | Partido Social Democrata       | 3 179 | 60,67 / 100,00  | 1,55  | 4 / 5      | 1       |
|                         | Partido Socialista             | 1 064 | 20,31 / 100,00  | -     | 1 / 5      | -       |
|                         | Centro Democrático Social      | 608   | 11,60 / 100,00  | 23,66 | 0 / 5      | 1       |
|                         | Coligação Democrática Unitária | 134   | 2,56 / 100,00   | 0,56  | 0 / 5      | Estável |
| Votos Inválidos         | Votos Inválidos                | 255   | 4,87 / 100,00   | 1,24  |            |         |
| Total                   | Total                          | 5 240 | 100,00 / 100,00 |       | 5 / 5      |         |
| Eleitorado/Participação | Eleitorado/Participação        | 8 417 | 62,25 / 100,00  | 5,85  |            |         |

### Figueira de Castelo Rodrigo
| Partido                 | Partido                        | Votos | %               | +/-   | Vereadores | +/-     |
| ----------------------- | ------------------------------ | ----- | --------------- | ----- | ---------- | ------- |
|                         | Partido Socialista             | 2 838 | 53,49 / 100,00  | 45,34 | 3 / 5      | 3       |
|                         | Partido Social Democrata       | 1 866 | 35,17 / 100,00  | 23,27 | 2 / 5      | 1       |
|                         | Centro Democrático Social      | 344   | 6,48 / 100,00   | 21,21 | 0 / 5      | 2       |
|                         | Coligação Democrática Unitária | 51    | 0,96 / 100,00   | 1,07  | 0 / 5      | Estável |
| Votos Inválidos         | Votos Inválidos                | 207   | 3,91 / 100,00   | 0,21  |            |         |
| Total                   | Total                          | 5 306 | 100,00 / 100,00 |       | 5 / 5      |         |
| Eleitorado/Participação | Eleitorado/Participação        | 7 284 | 72,84 / 100,00  | 11,10 |            |         |

### Fornos de Algodres
| Partido                 | Partido                        | Votos | %               | +/-   | Vereadores | +/-     |
| ----------------------- | ------------------------------ | ----- | --------------- | ----- | ---------- | ------- |
|                         | Partido Social Democrata       | 2 304 | 54,96 / 100,00  | 7,31  | 3 / 5      | Estável |
|                         | Partido Socialista             | 860   | 20,52 / 100,00  | -     | 1 / 5      | -       |
|                         | Centro Democrático Social      | 822   | 19,61 / 100,00  | 26,23 | 1 / 5      | 1       |
|                         | Coligação Democrática Unitária | 41    | 0,98 / 100,00   | 1,57  | 0 / 5      | Estável |
| Votos Inválidos         | Votos Inválidos                | 165   | 3,93 / 100,00   | 0,02  |            |         |
| Total                   | Total                          | 4 192 | 100,00 / 100,00 |       | 5 / 5      |         |
| Eleitorado/Participação | Eleitorado/Participação        | 5 557 | 75,44 / 100,00  | 0,21  |            |         |

### Gouveia
| Partido                 | Partido                        | Votos  | %               | +/-   | Vereadores | +/-     |
| ----------------------- | ------------------------------ | ------ | --------------- | ----- | ---------- | ------- |
|                         | Partido Socialista             | 5 054  | 46,49 / 100,00  | 1,18  | 4 / 7      | Estável |
|                         | Partido Social Democrata       | 4 423  | 40,68 / 100,00  | 10,14 | 3 / 7      | Estável |
|                         | Centro Democrático Social      | 557    | 5,12 / 100,00   | 2,23  | 0 / 7      | Estável |
|                         | Coligação Democrática Unitária | 366    | 3,37 / 100,00   | 0,76  | 0 / 7      | Estável |
| Votos Inválidos         | Votos Inválidos                | 472    | 4,34 / 100,00   | 0,24  |            |         |
| Total                   | Total                          | 10 872 | 100,00 / 100,00 |       | 7 / 7      |         |
| Eleitorado/Participação | Eleitorado/Participação        | 16 304 | 66,68 / 100,00  | 0,08  |            |         |

### Guarda
| Partido                 | Partido                        | Votos  | %               | +/-  | Vereadores | +/-     |
| ----------------------- | ------------------------------ | ------ | --------------- | ---- | ---------- | ------- |
|                         | Partido Socialista             | 12 414 | 52,81 / 100,00  | 0,36 | 4 / 7      | Estável |
|                         | Partido Social Democrata       | 7 857  | 33,43 / 100,00  | 1,68 | 3 / 7      | Estável |
|                         | Centro Democrático Social      | 1 520  | 6,47 / 100,00   | -    | 0 / 7      | -       |
|                         | Coligação Democrática Unitária | 627    | 2,67 / 100,00   | 0,86 | 0 / 7      | Estável |
|                         | Partido Renovador Democrático  | 148    | 0,63 / 100,00   | 6,89 | 0 / 7      | Estável |
| Votos Inválidos         | Votos Inválidos                | 939    | 4,00 / 100,00   | 0,01 |            |         |
| Total                   | Total                          | 23 505 | 100,00 / 100,00 |      | 7 / 7      |         |
| Eleitorado/Participação | Eleitorado/Participação        | 35 017 | 67,12 / 100,00  | 0,98 |            |         |

### Manteigas
| Partido                 | Partido                        | Votos | %               | +/-   | Vereadores | +/-     |
| ----------------------- | ------------------------------ | ----- | --------------- | ----- | ---------- | ------- |
|                         | Partido Socialista             | 1 391 | 52,47 / 100,00  | 19,93 | 3 / 5      | 1       |
|                         | Partido Social Democrata       | 914   | 34,48 / 100,00  | -     | 2 / 5      | -       |
|                         | Coligação Democrática Unitária | 265   | 10,00 / 100,00  | 2,15  | 0 / 5      | Estável |
| Votos Inválidos         | Votos Inválidos                | 81    | 3,06 / 100,00   | 0,25  |            |         |
| Total                   | Total                          | 2 651 | 100,00 / 100,00 |       | 5 / 5      |         |
| Eleitorado/Participação | Eleitorado/Participação        | 3 668 | 72,27 / 100,00  | 5,49  |            |         |

### Mêda
| Partido                 | Partido                        | Votos | %               | +/-   | Vereadores | +/-     |
| ----------------------- | ------------------------------ | ----- | --------------- | ----- | ---------- | ------- |
|                         | Partido Social Democrata       | 2 489 | 50,24 / 100,00  | 6,97  | 3 / 5      | 1       |
|                         | Centro Democrático Social      | 1 974 | 39,85 / 100,00  | 10,77 | 2 / 5      | Estável |
|                         | Coligação Democrática Unitária | 273   | 5,51 / 100,00   | 4,04  | 0 / 5      | Estável |
| Votos Inválidos         | Votos Inválidos                | 218   | 4,40 / 100,00   | 2,29  |            |         |
| Total                   | Total                          | 4 954 | 100,00 / 100,00 |       | 5 / 5      |         |
| Eleitorado/Participação | Eleitorado/Participação        | 6 972 | 71,06 / 100,00  | 2,03  |            |         |

### Pinhel
| Partido                 | Partido                        | Votos  | %               | +/-   | Vereadores | +/-     |
| ----------------------- | ------------------------------ | ------ | --------------- | ----- | ---------- | ------- |
|                         | Partido Social Democrata       | 3 051  | 38,12 / 100,00  | 1,88  | 3 / 7      | Estável |
|                         | Partido Socialista             | 2 750  | 34,36 / 100,00  | 20,09 | 3 / 7      | 2       |
|                         | Centro Democrático Social      | 1 313  | 16,41 / 100,00  | 11,78 | 1 / 7      | 2       |
|                         | Partido Renovador Democrático  | 403    | 5,04 / 100,00   | 3,57  | 0 / 7      | Estável |
|                         | Coligação Democrática Unitária | 154    | 1,92 / 100,00   | 7,05  | 0 / 7      | Estável |
| Votos Inválidos         | Votos Inválidos                | 332    | 4,15 / 100,00   | 0,43  |            |         |
| Total                   | Total                          | 8 003  | 100,00 / 100,00 |       | 7 / 7      |         |
| Eleitorado/Participação | Eleitorado/Participação        | 11 880 | 67,37 / 100,00  | 9,16  |            |         |

### Sabugal
| Partido                 | Partido                        | Votos  | %               | +/-  | Vereadores | +/-     |
| ----------------------- | ------------------------------ | ------ | --------------- | ---- | ---------- | ------- |
|                         | Centro Democrático Social      | 4 641  | 40,81 / 100,00  | 3,92 | 3 / 7      | Estável |
|                         | Partido Social Democrata       | 3 540  | 31,13 / 100,00  | 0,76 | 2 / 7      | Estável |
|                         | Partido Socialista             | 2 380  | 20,93 / 100,00  | 3,89 | 2 / 7      | Estável |
|                         | Coligação Democrática Unitária | 185    | 1,63 / 100,00   | 0,45 | 0 / 7      | Estável |
| Votos Inválidos         | Votos Inválidos                | 627    | 5,51 / 100,00   | 0,32 |            |         |
| Total                   | Total                          | 11 373 | 100,00 / 100,00 |      | 7 / 7      |         |
| Eleitorado/Participação | Eleitorado/Participação        | 17 132 | 66,38 / 100,00  | 3,81 |            |         |

### Seia
| Partido                 | Partido                        | Votos  | %               | +/-   | Vereadores | +/-     |
| ----------------------- | ------------------------------ | ------ | --------------- | ----- | ---------- | ------- |
|                         | Partido Social Democrata       | 6 056  | 35,01 / 100,00  | 0,32  | 3 / 7      | Estável |
|                         | Partido Socialista             | 5 999  | 34,68 / 100,00  | 16,74 | 3 / 7      | 1       |
|                         | Centro Democrático Social      | 3 476  | 20,09 / 100,00  | -     | 1 / 7      | -       |
|                         | Coligação Democrática Unitária | 990    | 5,72 / 100,00   | 1,75  | 0 / 7      | Estável |
|                         | Partido da Democracia Cristã   | 174    | 1,01 / 100,00   | -     | 0 / 7      | -       |
| Votos Inválidos         | Votos Inválidos                | 604    | 3,49 / 100,00   | 0,02  |            |         |
| Total                   | Total                          | 17 299 | 100,00 / 100,00 |       | 7 / 7      |         |
| Eleitorado/Participação | Eleitorado/Participação        | 25 343 | 68,26 / 100,00  | 2,91  |            |         |

### Trancoso
| Partido                 | Partido                        | Votos  | %               | +/-   | Vereadores | +/-     |
| ----------------------- | ------------------------------ | ------ | --------------- | ----- | ---------- | ------- |
|                         | Partido Social Democrata       | 4 091  | 54,50 / 100,00  | 10,15 | 4 / 7      | Estável |
|                         | Partido Socialista             | 1 665  | 22,18 / 100,00  | 14,68 | 2 / 7      | 2       |
|                         | Centro Democrático Social      | 1 355  | 18,05 / 100,00  | 4,32  | 1 / 7      | 1       |
|                         | Coligação Democrática Unitária | 93     | 1,24 / 100,00   | 1,70  | 0 / 7      | Estável |
| Votos Inválidos         | Votos Inválidos                | 303    | 4,03 / 100,00   | 0,96  |            |         |
| Total                   | Total                          | 7 507  | 100,00 / 100,00 |       | 7 / 7      |         |
| Eleitorado/Participação | Eleitorado/Participação        | 10 907 | 68,83 / 100,00  | 2,45  |            |         |

### Vila Nova de Foz Côa
| Partido                 | Partido                        | Votos | %               | +/-   | Vereadores | +/-     |
| ----------------------- | ------------------------------ | ----- | --------------- | ----- | ---------- | ------- |
|                         | Partido Social Democrata       | 3 161 | 52,21 / 100,00  | 8,60  | 3 / 5      | Estável |
|                         | Partido Socialista             | 2 034 | 33,60 / 100,00  | 10,73 | 2 / 5      | 1       |
|                         | Centro Democrático Social      | 381   | 6,29 / 100,00   | 18,25 | 0 / 5      | 1       |
|                         | Coligação Democrática Unitária | 185   | 3,06 / 100,00   | 1,23  | 0 / 5      | Estável |
| Votos Inválidos         | Votos Inválidos                | 293   | 4,84 / 100,00   | 0,13  |            |         |
| Total                   | Total                          | 6 054 | 100,00 / 100,00 |       | 5 / 5      |         |
| Eleitorado/Participação | Eleitorado/Participação        | 8 970 | 67,49 / 100,00  | 2,64  |            |         |